# Wanawara
Wanawara (ros. Ванавара) – wieś (ros. село, trb. sieło) w środkowej Rosji, w Kraju Krasnojarskim, w rejonie ewenkijskim, położona nad Podkamienną Tunguzką. W 2010 roku wieś liczyła 3164 mieszkańców.
Znajduje się tu dyrekcja Rezerwatu Tunguskiego.